# Erioptera genuatra
Erioptera genuatra är en tvåvingeart som beskrevs av Alexander 1953. Erioptera genuatra ingår i släktet Erioptera och familjen småharkrankar.
Artens utbredningsområde är Madagaskar. Inga underarter finns listade i Catalogue of Life.